# إنديا بوير
إنديا بوير (بالإنجليزية: India Boyer)‏ هي مهندسة معمارية أمريكية، ولدت في 1907، وتوفيت في 9 فبراير 1998.